# Бревьянд
Бревья́нд (фр. Bréviandes) — коммуна во Франции, находится в регионе Шампань — Арденны. Департамент — Об. Входит в состав кантона Труа-7. Округ коммуны — Труа.
Код INSEE коммуны — 10060.
Коммуна расположена приблизительно в 145 км к юго-востоку от Парижа, в 85 км южнее Шалон-ан-Шампани, в 5 км к югу от Труа.

## Население
Население коммуны на 2008 год составляло 2212 человек.
| 1962 | 1968 | 1975 | 1982 | 1990 | 1999 | 2008 |
| ---- | ---- | ---- | ---- | ---- | ---- | ---- |
| 925  | 1095 | 1501 | 1683 | 1687 | 1926 | 2212 |

## Экономика

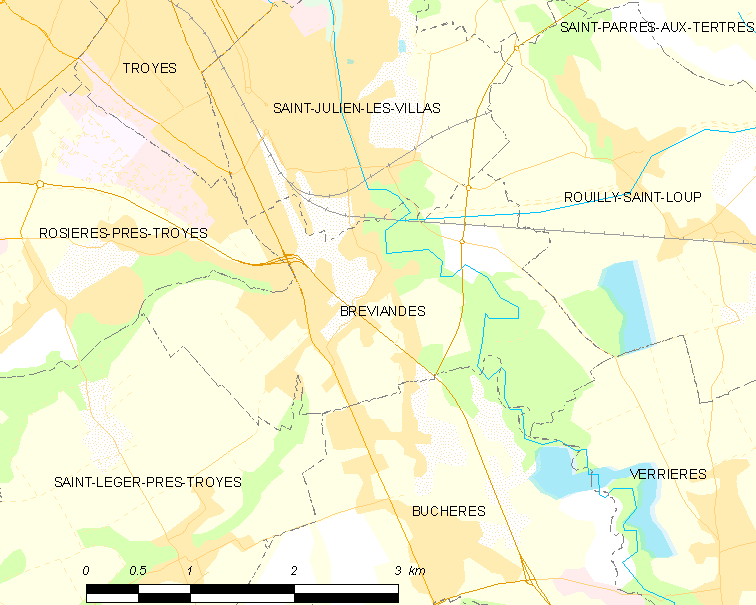
Карта коммуны

В 2007 году среди 1296 человек в трудоспособном возрасте (15—64 лет) 955 были экономически активными, 341 — неактивными (показатель активности — 73,7 %, в 1999 году было 72,4 %). Из 955 активных работали 856 человек (440 мужчин и 416 женщин), безработных было 99 (49 мужчин и 50 женщин). Среди 341 неактивных 121 человек были учениками или студентами, 106 — пенсионерами, 114 были неактивными по другим причинам.